# 臺灣光復節
臺灣光復節，簡稱光復節，舊稱光復紀念日，定於10月25日，是中華民國政府主張臺灣於1945年當日光復而特別制定的紀念性節日。
將於2025年起和1949年金門的古寧頭大捷共同紀念成為臺灣光復暨金門古寧頭大捷紀念日。

## 受降典禮

1945年日本在臺北市公會堂向二戰同盟國投降的照片。

1945年10月25日，臺灣地區的受降典禮，於上午10點在臺北公會堂（現為臺北市中山堂）舉行。降方為大日本帝國所屬第十方面軍，代表為日本臺灣總督兼第十方面軍司令官安藤利吉將軍，而陳儀將軍代表盟邦將領蔣中正將軍受降。同日，臺灣省行政長官公署正式運作，機關處所設於原臺北市役所（即現今行政院院址）。
主要參加人員有
- 中華民國國民政府代表：陳儀、葛敬恩、柯遠芬、黃朝琴、游彌堅、宋斐如、李萬居
- 臺灣人民代表：林獻堂、陳炘、黃榮老、林茂生
- 日軍代表：安藤利吉、諫山春樹、須田一二三（日语：須田一二三 (官僚)）、中澤佑（日语：中澤佑）
- 盟軍代表：美國總統杜魯門特別助理與「經濟調查小組」（Presidential economic survey mission）團長洛克（Edwin Locke, Jr.）、顧德里上校（Cecil J. Gridley）、柏克上校（Col. Henry Berk）、和禮上校（Ulmont W. Holly）、葛超智（George Henry Kerr）等至少十九人[4]

翌年（1946年）10月18日，臺灣省行政長官公署頒佈命令，訂定受降典禮的10月25日為「臺灣光復節」，簡稱「光復節」。

## 紀念

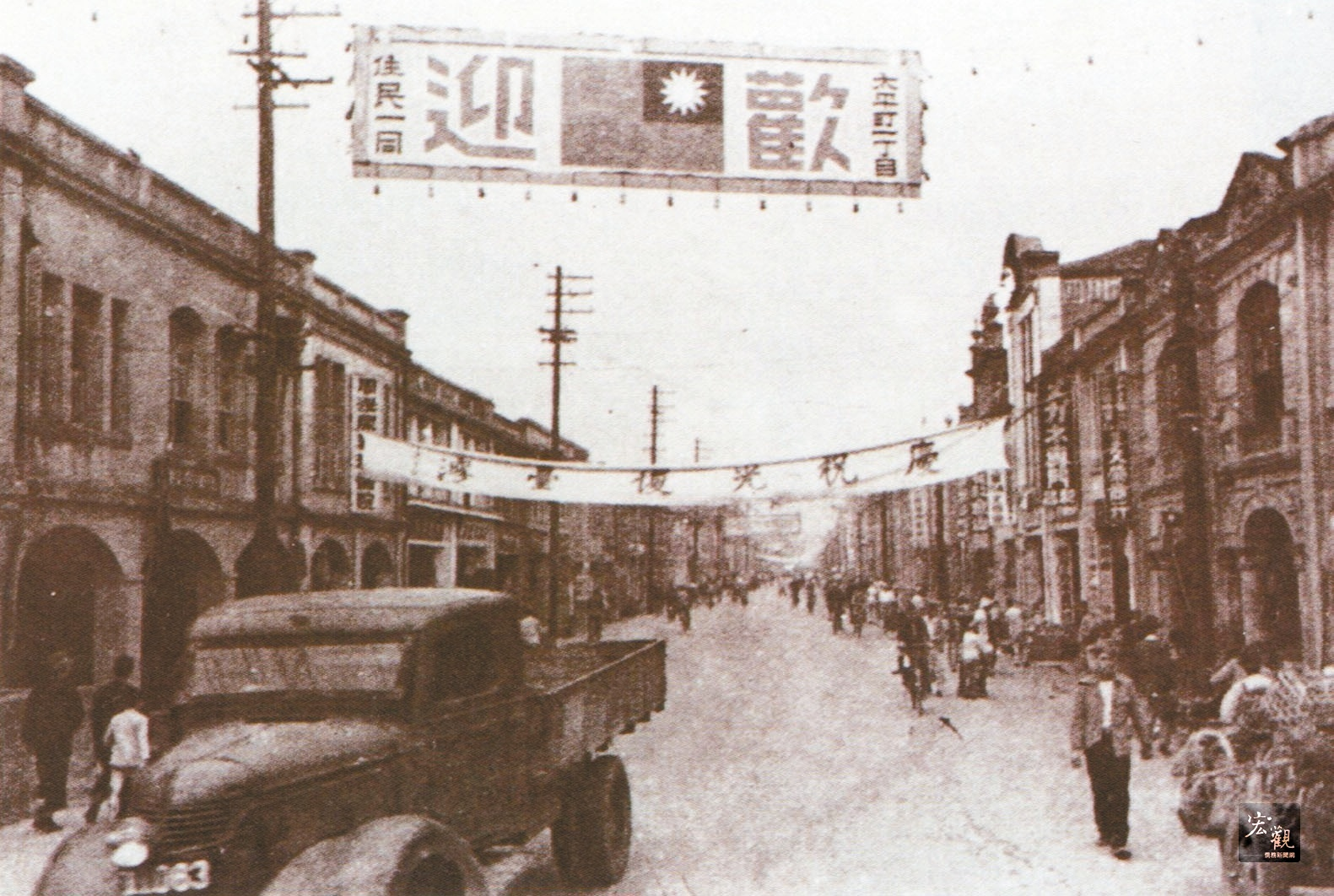
1945年，太平町一丁目街道兩旁的商家掛起歡迎中華民國的旗幟

臺灣省城隍廟重新建立後，廟方為了能在戒嚴時期順利幫城隍爺慶生，便以慶祝「臺灣光復」的形式申請集會遊行。
2000年12月，中華民國政府頒布經修訂正的《紀念日及節日實施辦法》，包括光復節在內的許多節日均取消放假。學者范世平認為大部分臺灣民眾對此節日感到冷漠。
2025年5月，立法院三讀通過《紀念日及節日實施條例》，改設立「臺灣光復暨金門古寧頭大捷紀念日」並為國定假日，預定同年10月25日恢復全國放假1日。

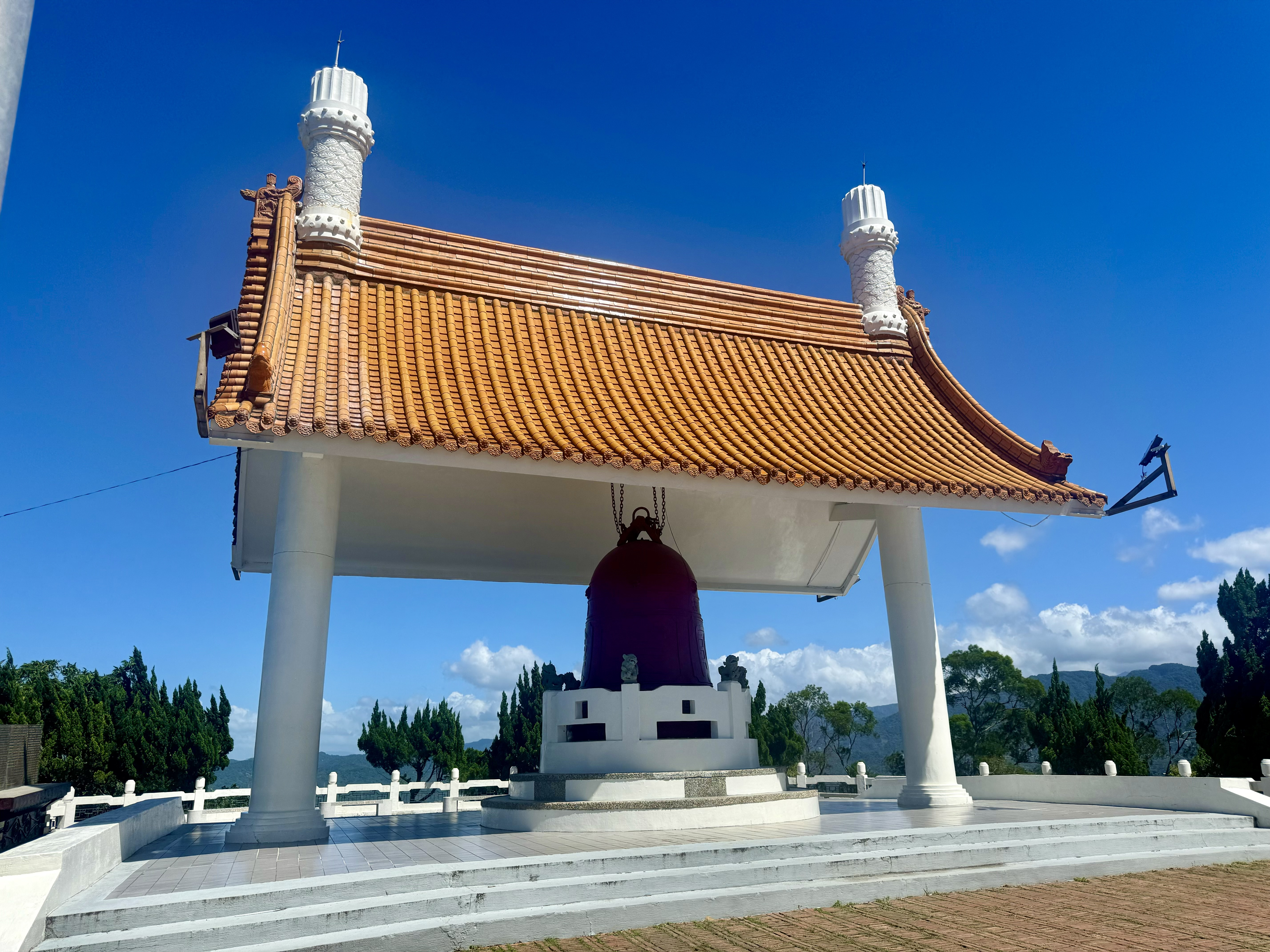
光復紀念鐘

### 台灣光復紀念歌
作詞者： 陳波 
作曲者： 陳泗治
| “                                              | 張燈結彩喜洋洋，勝利歌兒大家唱， 唱遍城市和村莊，臺灣光復不能忘。 不能忘，常思量，不能忘，常思量。 國家恩惠情分深長，不能忘。 有錢難買真情意，有錢難買真爹娘， 今朝重見天和地，八年血戰不能忘。 不能忘，常思量，不能忘，常思量。 加緊建設為國增光，不能忘。 張燈結彩喜洋洋，光復歌兒大家唱， 唱遍城市和村莊，民族精神不能忘。 不能忘，常思量，不能忘，常思量。 中華民國地久天長，不能忘。 | ” |
| ——《抗戰歌曲選集》行政院文化建設委員會，1997年 | |   |

## 註解
1. ↑  盟軍最高統帥麥克阿瑟發佈《一般命令第一號》規定在中國（滿洲除外）、臺灣、越南北部的日軍向同盟國授權的代表人蔣中正將軍投降。

## 資料來源
1. ↑  公告十月廿五日為本省光復紀念日休假一天 （页面存档备份，存于），臺灣省行政長官公署公報
2. ↑  紀念日及節日實施辦法 （页面存档备份，存于） ，全國法規資料庫
3. ↑  . 國立故宮博物院.   [2014-12-06]. （原始内容存档于2015-07-11）.
4. ↑  林炳炎. . 2014-05-09  [2018年6月9日]. （原始内容存档于2019年5月3日） （中文（臺灣））.
5. ↑  張凱翔. . 《自由時報》. 2016-10-25  [2018-06-27]. （原始内容存档于2016-10-27） （中文（臺灣））.
6. ↑  紀念日及節日實施辦法 （页面存档备份，存于）.全國法規資料庫
7. ↑  民國89年 節日實施辦法 （页面存档备份，存于） - 《女性主義與兩性關係》，作者：丽姗·林，五南圖書出版股份有限公司，2007年，481頁，ISBN 978-957-11-4930-1 （繁體中文）
8. ↑  「時代創造青年」─從戰後臺灣的青年節慶祝看國家權力對青年的形象塑造（1950－1975） （页面存档备份，存于），周俊宇，國立政治大學臺灣史研究所，PDF，國立臺灣圖書館，
9. ↑  .   [2015-10-25]. （原始内容存档于2015-10-25）.
10. ↑  張睿廷、鄧博仁. . 中時新聞網. 2025-05-09.
11. 1 2 3  勿忘臺灣光復 （页面存档备份，存于），小田，《臺灣月刊》雙月電子報99年10月號，目錄 （页面存档备份，存于），臺灣省政府，2010-10-01}}
12. ↑  . 行政院文化建設委員會. 1997.